# 大角站
大角站（韓語：대각역）是朝鮮民主主義人民共和國平安南道价川市的一個鐵路車站，属于大角线。

## 邻近车站
大角线
泉洞站 - 大角站